# Raskolnikov (film, 1935)
Raskolnikov, originaltitel Crime and Punishment, är en amerikansk film från 1935 regisserad av Josef von Sternberg för Columbia Pictures. Manuset bygger på Fjodor Dostojevskijs Brott och straff.

## Rollista
- Peter Lorre – Roderick Raskolnikov
- Edward Arnold – Inspektor Porfiry
- Gene Lockhart – Lushin
- Marian Marsh – Sonya